# Sadu
Sadu (in passato Sad, in ungherese Cód, in tedesco Zoodt) è un comune della Romania di 2431 abitanti, ubicato nel distretto di Sibiu, nella regione storica della Transilvania. 
Nei pressi di Sadu venne costruita nel 1896 la prima centrale elettrica mista, ossia con generatori attivati con energia idraulica accanto ad altri ad energia termica, del territorio della Romania attuale.